# Pärlfisk
Pärlfisk (Rutilus meidingeri) är en fiskart som först beskrevs av Heckel, 1851.  Pärlfisk ingår i släktet Rutilus och familjen karpfiskar. IUCN kategoriserar arten globalt som starkt hotad. Inga underarter finns listade i Catalogue of Life.